# Matěj Krsek
Matěj Krsek (* 13. Mai 2000 in Prag) ist ein tschechischer Sprinter, der sich auf den 400-Meter-Lauf spezialisiert hat. 2023 gewann er mit der tschechischen Mixed-Staffel die Bronzemedaille bei den Weltmeisterschaften in Budapest.

## Sportliche Laufbahn
Erste Erfahrungen bei internationalen Meisterschaften sammelte Matěj Krsek beim Europäischen Olympischen Jugendfestival (EYOF) 2015 in Tiflis, bei dem er im 200-Meter-Lauf in 21,90 s die Silbermedaille gewann. Im Jahr darauf belegte er dann bei den erstmals ausgetragenen Jugendeuropameisterschaften ebendort in 21,69 s den siebten Platz. 2018 erreichte er bei den U20-Weltmeisterschaften in Tampere über 400 Meter das Halbfinale und schied dort mit 46,59 s aus, während er mit der tschechischen 4-mal-100-Meter-Staffel in 39,75 s den fünften Platz belegte. Im Jahr darauf wurde er bei den U20-Europameisterschaften im schwedischen Borås in 46,37 s Vierter und wurde mit der 4-mal-100-Meter-Staffel im Vorlauf disqualifiziert, gewann aber mit der 4-mal-400-Meter-Staffel in 3:08,50 min die Silbermedaille. Bei den World Athletics Relays 2021 im polnischen Chorzów verpasste er mit 3:21,05 min den Finaleinzug in der Mixed-Staffel. Im Juli schied er bei den U23-Europameisterschaften in Tallinn mit 47,18 s im Halbfinale über 400 Meter aus und verpasste mit der Staffel mit 3:09,79 min den Finaleinzug. Im Jahr darauf belegte er bei den Weltmeisterschaften in Eugene mit neuem Landesrekord von 3:01,65 min im Finale den achten Platz mit der Staffel und anschließend schied er bei den Europameisterschaften in München mit 45,92 s im Semifinale über 400 Meter aus und gelangte im Staffelbewerb mit 3:01,82 min auf Rang sechs.
2023 belegte er bei den Halleneuropameisterschaften in Istanbul in 46,48 s den fünften Platz über 400 Meter. Im Juni wurde er bei der 1. Liga der Team-Europameisterschaft im Rahmen der Europaspiele in Chorzów in 45,75 s Zweiter im B-Lauf über 400 Meter und wurde mit der Mixed-Staffel in 3:12,34 min Erster im B-Lauf und sicherte sich damit ligenübergreifend die Goldmedaille. Im August schied er bei den Weltmeisterschaften in Budapest mit 45,99 s in der ersten Runde über 400 Meter aus und verpasste mit der Männerstaffel mit 3:00,99 min den Finaleinzug. Zudem gewann er in der Mixed-Staffel mit neuem Landesrekord von 3:11,98 min gemeinsam mit Tereza Petržilková, Patrik Šorm und Lada Vondrová die Bronzemedaille hinter den Teams aus den Vereinigten Staaten und dem Vereinigten Königreich. Im Jahr darauf belegte er bei den Hallenweltmeisterschaften in Glasgow in 46,47 s den sechsten Platz über 400 Meter und kam mit der Staffel im Vorlauf nicht ins Ziel. Im Mai wurde er bei den World Athletics Relays in Nassau in 3:03,00 min Dritter im B-Lauf in der 2. Qualifikationsrunde über 4-mal 400 Meter für die Olympischen Spiele und verpasste damit ein Fixticket. Anschließend schied er bei den Europameisterschaften in Rom mit 46,69 s in der ersten Runde über 400 Meter aus und belegte in der Mixed-Staffel in 3:14,24 min den sechsten Platz. Im August schied er bei den Olympischen Sommerspielen in Paris mit 45,53 s in der Hoffnungsrunde aus.
2025 schied er bei den Hallenweltmeisterschaften in Nanjing mit 46,76 s in der ersten Runde über 400 Meter aus. Ende Juni wurde er bei der 1. Liga der Team-Europameisterschaft in Madrid in 46,01 s Fünfter im B-Lauf über 400 Meter und gelangte mit der Mixed-Staffel über 4-mal 400 Meter mit 3:20,01 min auf Rang acht im A-Lauf. Anschließend belegte er bei den World University Games in Bochum in 45,84 s den fünften Platz über 400 Meter.
In den Jahren von 2020 bis 2024 wurde Krsek tschechischer Meister im 400-Meter-Lauf im Freien sowie 2023 und 2024 auch in der Halle.

## Persönliche Bestzeiten
- 200 Meter: 20,94 s (0,0 m/s), 18. Juli 2020 in Kladno
  - 200 Meter (Halle): 21,54 s, 9. Februar 2019 in Leipzig
- 300 Meter: 32,89 s, 23. Mai 2023 in Turnov
  - 300 Meter (Halle): 32,79 s, 23. Januar 2024 in Prag
- 400 Meter: 45,53 s, 5. August 2024 in Paris
  - 400 Meter (Halle): 45,85 s, 4. Februar 2025 in Ostrava